# دولت پنانگ
دولت پنانگ (به انگلیسی: Government of Penang)(مالایی: Kerajaan Negeri Pulau Pinang) به اختیارات دولت ایالت مالزی پنانگ اشاره دارد. دولت ایالتی به قانون اساسی مالزی، قانون عالی مالزی، قانون اساسی ایالت پنانگ، قانون عالی در پنانگ وفادار است. دولت پنانگ در مرکز ایالت، شهر جرج تاون، مستقر است.
دولت ایالتی تنها از دو قوه، قوهٔ مجریه و قوهٔ مقننه، تشکیل شده است. شورای اجرایی ایالت پنانگ شاخه اجرایی را تشکیل می‌دهد، در حالی که مجلس قانونگذاری ایالتی پنانگ، برای دولت ایالتی، قانون تعیین می‌کند. رئیس دولت پنانگ وزیر اعظم است. دولت ایالتی دارای قوهٔ قضائیه نیست، چونکه سیستم قضائی مالزی یک سیستم یکپارچه است که بر سرتاسر کشور به صورت یکسان عمل می‌کند.